# Caloptilia insolita
Caloptilia insolita là một loài bướm đêm thuộc họ Gracillariidae. Nó được tìm thấy ở Nigeria.